# Heterocloeon
Heterocloeon is een geslacht van haften (Ephemeroptera) uit de familie Baetidae.

## Soorten
Het geslacht Heterocloeon omvat de volgende soorten:
- Heterocloeon amplum
- Heterocloeon anoka
- Heterocloeon berneri
- Heterocloeon curiosum
- Heterocloeon davidi
- Heterocloeon frivolum
- Heterocloeon grande
- Heterocloeon petersi
- Heterocloeon rubrolaterale